# Server
Server je v informatice obecné označení pro počítač, který poskytuje nějaké služby, nebo počítačový program, který tyto služby realizuje. V unixových systémech je případně označován jako démon (anglicky daemon), v Microsoft Windows potom jako služba (anglicky service).

## Charakteristika

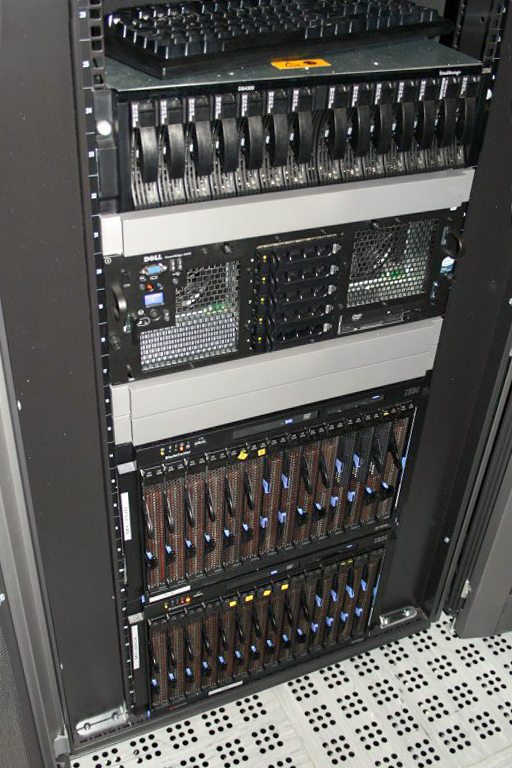
Servery umístěné ve skříni (tzv. rack).

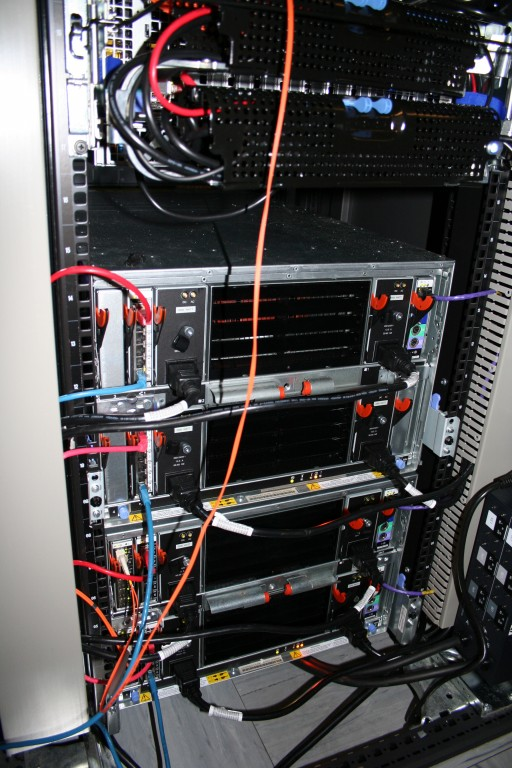
Stejný rack vyfocený zezadu.

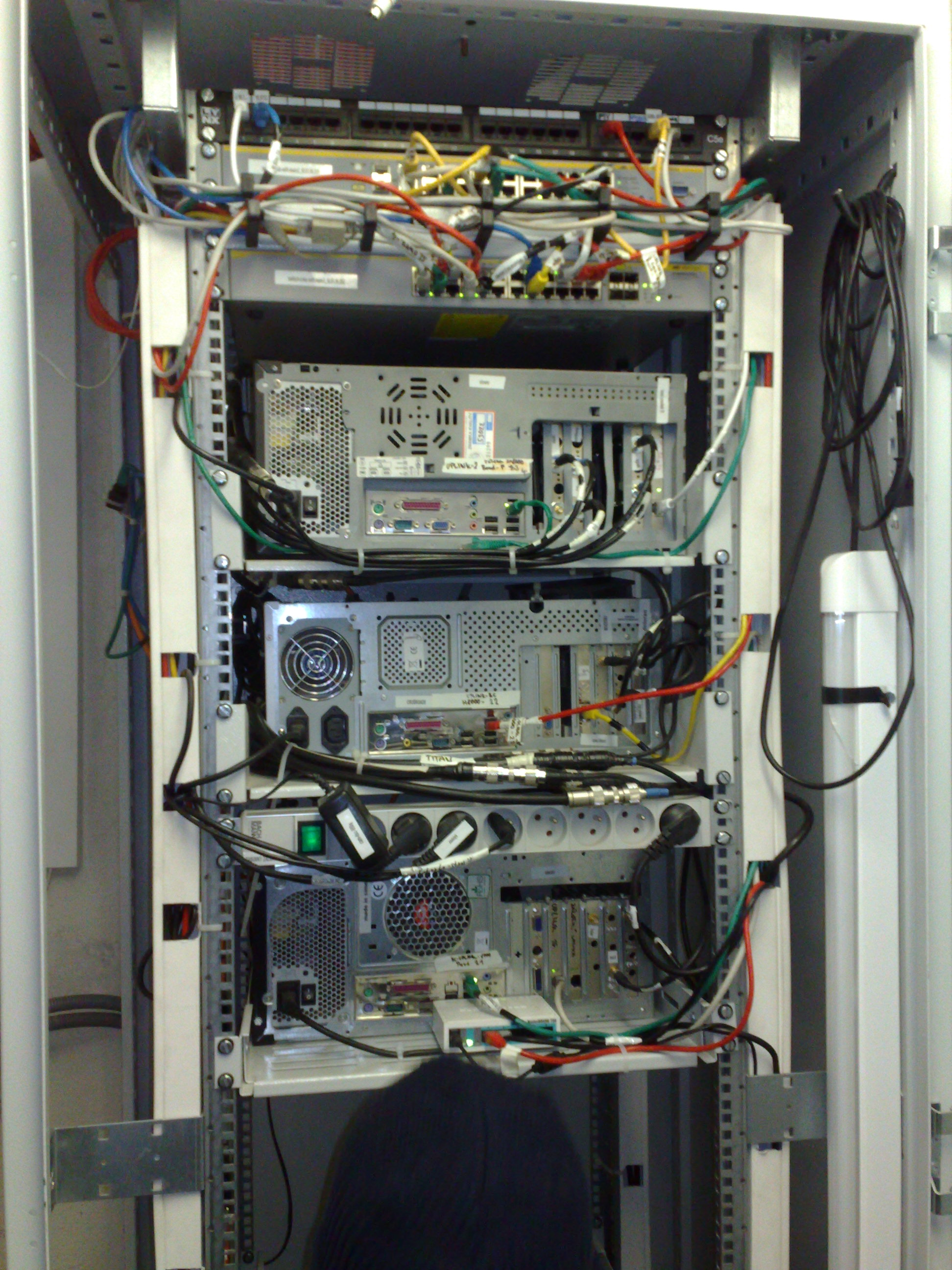
Server řídicí provoz sítě internetového poskytovatele.

Servery jsou umístěny buď volně nebo ve speciální místnosti, kterou označujeme serverovna (s klimatizací, zabezpečovacím zařízením, UPS apod.). Pro úsporu místa se mohou zakládat do speciálních skříní, tzv. racků.

## Poskytování služeb
Služby server poskytuje klientům, což označujeme jako model klient–server (odlišné modely jsou peer-to-peer nebo friend-to-friend). Služby mohou být nabízeny v rámci jednoho počítače (lokálně) nebo více počítačům pomocí počítačové sítě (síťové služby). Lokální službou může být například obsluha připojené tiskárny, správa automatických aktualizací a podobně.
Služby, které server poskytuje v lokální síti (LAN) může být například sdílení disků, tiskáren nebo schopnost ověřit uživatele podle jména a hesla (autentizace). Ve větších sítích, jako je Internet, servery uchovávají a nabízejí webové stránky a poskytují další služby (DNS, e-mail atd.). Poskytování služby zajišťuje speciální program. V unixových systémech je označován jako démon (anglicky daemon), v Microsoft Windows pak jako služba (anglicky service), který s klientem komunikuje pomocí definovaného protokolu (SMB pro sdílení disků a tiskáren ve Windows, HTTP pro webový server a podobně).
Podle toho, jestli je server vyhrazen jen pro poskytování služeb, nebo může sloužit i uživatelům, servery rozlišujeme na:
- dedikovaný – vyhrazený pro speciální účely, bez přímého přístupu uživatelů
- nededikovaný – server slouží uživateli zároveň jako obyčejný počítač

## Hardware serveru
Obvyklým zvykem je stavět server výkonnější, než jsou obyčejné stanice pro uživatele. Cena hardware však roste rychleji než výkon počítače, takže se může vyplatit nakoupit několik obyčejných počítačů a za pomoci speciálního software je sdružit do počítačového clusteru.
Mnoho firem (Dell, Hewlett-Packard, IBM, …) nabízí speciální počítače, které označuje jako servery určené pro domácnosti, malé, střední, větší firmy a podobně. Jedná se však o klasické počítače (většinou IBM PC kompatibilní), avšak často s doplňujícími možnostmi, ve vyšší kvalitě, delší zárukou, prodejními službami nebo rychlejším servisem v případě poruchy. Takový počítač může mít možnost osazení rychlejšími procesory, větším množstvím paměti, jejich hardware může být pečlivěji vyroben a testován, mohou obsahovat záložní (redundantní) komponenty (dva zdroje, diskové pole RAID, …), speciální monitorovací software a podobně.
Zákazníci, kteří kupují dražší servery u renomovaných prodejců, jsou ochotni zaplatit vyšší cenu i za další služby jako prodloužení záruky, certifikáty, kompatibilita s určitým hardware nebo software a podobně. Snižují tak riziko finančních ztrát v případě problémů s počítačem, na jehož správné funkci jsou závislí.

## Software serveru
Hlavní rozdíl mezi osobním počítačem a serverem je ve vybavení programy (software). Současné operační systémy jsou obvykle univerzální a mohou sloužit jako osobní počítač i jako server. Rozdíl je pak v jejich nastavení, kdy u osobních počítačů je preferována interaktivita (počítač rychle reaguje na požadavky uživatele) a u serverů se klade důraz na škálovatelnost (schopnost dosažení co nejvyššího výkonu).
Z obchodního hlediska jsou některé komerční produkty odlišovány (Windows Vista a Windows Server 2008, produkty firmy Microsoft). Cílem je dosáhnout vyšší ceny u produktů, které jsou určeny pro firemní prostředí, a naopak nižší ceny u produktů, které jsou určeny pro běžné uživatele (srovnej např. Windows Vista Starter, Home Basic, Bussines, Ultimate). Z hlediska softwarového vybavení jsou u serverové edice navíc některé programy, které zajišťují poskytování síťových služeb. Stejně tak u produktů určených pro domácí prostředí chybí komponenty nutné pro použití ve větších (firemních) sítích.
Open source software jako je Linux, FreeBSD, Solaris a další, umožňuje uživateli volně měnit nastavování operačního systému nebo přidávat doplňující aplikace (a všechny údaje jsou volně k dispozici). I přesto jsou například některé distribuce Linuxu rozlišeny pro desktop a na server. Serverové mohou mít například delší dobu podpory, desktopové se orientují na vyšší pohodlí uživatele.

## Servery v Internetu
Internetové servery se mohou nacházet přímo ve firmách, školách nebo domácnostech, často jsou však umisťovány do specializovaných hostingových center, kde je zajištěn nepřetržitý dohled, záložní zdroje elektrické energie, klimatizace, vysokorychlostní zálohované připojení k Internetu apod.
Servery mohou být pronajímány i částečně, například pro poskytování některé služby (webhosting), případně v poslední době i jako virtuální stroje, kdy jeden fyzický počítač vystupuje jako více počítačů pro různé zákazníky, aniž si mohou navzájem škodit.

## Druhy serverů
- webový server – především v síti Internet poskytuje WWW stránky
- doménový server – (DNS) obsahuje databázi domén a IP adres, kterou zpřístupňuje na internetu
- souborový server – slouží např. v podnikové síti jako centrální úložiště dat (zpravidla digitálních nebo digitalizovaných dokumentů)
- databázový server – slouží jako úložiště strukturovaných dat (databází)
- tiskový server – zpřístupňuje počítačové tiskárny
- faxový server
- proxy server – zprostředkovává přístup do jiné sítě (např. Internet) překládá IP adresy
- aplikační server – počítač specializovaný na provoz nějaké aplikace
  - mailserver – SMTP služba e-mailu
- herní server – nabízí hraní her s více hráči (multiplayer). Na základě svých funkcí může přebírat výpočetní výkon na sebe a hráčům poskytovat o to méně výkonově náročné herní rozhraní
  - oficiální server – přímo podporován firmou, která hru vydala
  - neoficiální server – nepodporován firmou, která hru vydala, většinou soukromý
- media server – souborový server specializovaný jen na media (video, zvuk, fotografie, DCP, a jejich metadata atd..) Může být rozšířen o SW k zabezpečení, nebo zpoplatnění obsahu
  - video server – specializace pouze na video a metadata uložené v souborové formě, může mít I/O rozhraní s převodníky pro vstup a výstup videa po signálových kabelech.
  - produkční video server – specializace na ukládání a sdílení videa při výrobě videoobsahu. Typicky v TV a postprodukcích. Administrován softwarem na media asset management
  - vysílací (odbavovací) server – specializace na výstup vysílaného videoobsahu, důraz na přesnost, bezchybnost, plynulost. Typicky v TV. Řízen odbavovací aplikací Signálové I/O
  - stream server – specializace na poskytování a redistribuci mediálního obsahu v živém, nebo offline streamu, pro šíření do veřejné sítě. Může poskytovat obsah v součinnosti s CDN
- licenční server – obsahuje databázi licencí (sw certifikátů) které poskytuje přes síť připojeným klientům. Typicky pro software, který má licenční zabezpečení a odebírá svou licenci z licenčního serveru
- mapový server – obsahuje datovou kolekci mapových vrstev, které poskytuje přes síť. (Google Mapy, Open StreetMap)
- redakční server – typicky obsahuje redakční systém pro správu obsahu vydavatelství, umožňuje přístup redaktorů k obsahu podle strukturovaných rolí. Front-end je viditelný jako mediální portál.
- a další